# 瓦尔蒙
瓦尔蒙（法語：Valmont，法語發音：[valmɔ̃]；洛林法兰克语：Wallmen）是法国摩泽尔省的一个市镇，属于福尔巴克-布莱摩泽尔区。

## 地理
瓦尔蒙（49°5'6"N, 6°41'57"E）面积9.24 平方千米，位于法国大東部大區摩泽尔省，该省份为法国东北部内陆省份，是洛林的一部分，西南接默尔特-摩泽尔省，东临下莱茵省，北与卢森堡和德国接壤。
与瓦尔蒙接壤的市镇（或旧市镇、城区）包括：阿尔特维莱尔、福尔什维莱尔、拉尚布尔、马什伦、聖阿沃爾德。

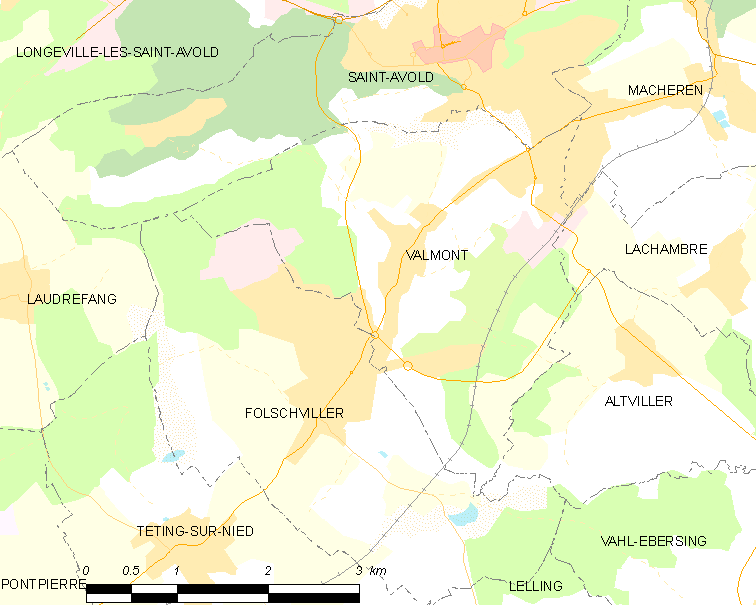
瓦尔蒙的OSM定位图

瓦尔蒙的时区为UTC+01:00、UTC+02:00（夏令时）。

## 行政
瓦尔蒙的邮政编码为57730，INSEE市镇编码为57690。

## 政治
瓦尔蒙所属的省级选区为圣阿沃尔德县。

## 人口

1962-2008年间瓦尔蒙人口变化图示

瓦尔蒙于2022年1月1日时的人口数量为2951人。